# Noordelijke Oblast (1918-1920)
De Noordelijke Oblast (Russisch: Се́верная область) was een oblast van de Witten tijdens de Russische Burgeroorlog. De hoofdstad was Archangelsk.
De oblast bestond van 2 augustus 1918 tot februari 1920. Het gebied ontstond uit het gouvernement Archangelsk. Op 6 augustus 1918 stemde de voorzitter van de kraj Moermansk ermee in dat het gebied van de kraj onderdeel van de noordelijke oblast werd. Op 15 september 1918 nam de Witte regering een resolutie aan waarin de kraj Moermansk als onderdeel van de noordelijke oblast werd geaccepteerd. In oktober 1918 werden de sovjets afgeschaft en vervangen door zemstvos.
De oblast bestond tot februari 1920 toen de president Jevgeni Miller de stad Archangelsk ontvluchtte naar Noorwegen. Het gebied van de oblast werd onderdeel van de Russische Socialistische Federatieve Sovjetrepubliek.